# FZ Persei
FZ Persei (FZ Per) es una estrella variable en la constelación de Perseo.
De magnitud aparente media +7,96, es miembro del cúmulo abierto NGC 884, el que está más al este del Cúmulo doble de Perseo.
Puede estar a unos 1690 pársecs (5510 años luz) del sistema solar, si bien otro estudio apunta una distancia mayor de 1905 pársecs (6215 años luz).

## Características físicas
FZ Persei es una supergigante roja de tipo espectral M0I —catalogada también como MIab— con una temperatura efectiva de 3920 K.
Es una supergigante de gran tamaño, con un diámetro 325 veces más grande que el diámetro solar.
Ello implica que su radio equivale a 1,5 UA, por lo que si se hallase en el lugar del Sol, las órbitas de los primeros tres planetas —la Tierra inclusive— quedarían englobadas en el interior de la estrella.
Su tamaño, comparable al de R Leonis o R Doradus, es, sin embargo, la mitad del de la brillante Antares (α Scorpii).
Con una masa de aproximadamente 12 masas solares, se estima que su pérdida de masa estelar —en forma de polvo, ya que el gas atómico y molecular no ha podido ser evaluado— es de 0,7 × 10-9 masas solares por año.

## Composición química
Adoptando el valor de [Fe/H] = -0,35 como índice de metalicidad de FZ Persei —que se considera uniforme para todo el cúmulo—, se ha observado un sustancial exceso de sodio, también común en otras supergigantes de NGC 884.
Dicho exceso puede provenir de procesos internos, como la captura protónica en 22Ne, o de un enriquecimiento del cúmulo anterior a la formación de FZ Persei.
El contenido de litio, por el contrario, es muy variable en las distintas supergigantes del cúmulo, siendo el valor de [Li/Fe] para FZ Persei igual a -0,70.

## Variabilidad
Catalogada como estrella variable semirregular SRC, el brillo de FZ Persei varía entre magnitud +9,80 y +10,70 en banda B. Se han detectado dos períodos, uno de 368 ± 13 días y otro de 184 días.